# Denver, el último dinosaurio
Denver, el último dinosaurio (su título original Denver, the Last Dinosaur) es una serie franco-estadounidense de dibujos animados producida en 1988 por la empresa World Events Productions (la misma compañía que produjo Voltron).

## Argumento
El programa mostraba las aventuras de Denver, un dinosaurio que fue soltado del huevo en el que estaba por un grupo de jóvenes compuesto por Jeremy, Mario, Shades, Wally y Casey, junto con su hermana mayor Heather. Los muchachos le enseñan a Denver los pormenores del patinaje en monopatín, junto con otros pasatiempos juveniles, mientras le protegen del promotor de conciertos Morton Fizzback. Este hombre sin escrúpulos quiere apoderarse de Denver para ganar dinero, pero los chicos siempre están un paso adelante.

## Transmisión
Con mensajes sobre conservación, ecología y amistad, Denver, el último dinosaurio fue bien recibida entre padres y educadores. A los niños también les gustó la serie, convirtiéndola en un éxito durante su emisión inicial. Fue emitida en Sindycation a través de todo Estados Unidos entre 1988 y 1989.
Sin embargo la serie no duró mucho. El boom de los dinosaurios que despertó La tierra antes del tiempo rápidamente desapareció, y Denver, el último dinosaurio fue cancelado.
La serie se transmitió para Latinoamérica por el canal Locomotion durante sus primeros años mediante su segmento matutino infantil, en Chile, se emitió en Televisión Nacional de Chile, en México fue por XHGC Canal 5, mientras que en Venezuela lo hizo la pantalla de Televen.